# The Skatalites
The Skatalites zijn een Jamaicaanse skaband die actief waren tussen 1964 en 1965. In 1983 kwam de band weer bij elkaar en sindsdien spelen en toeren ze weer.

## Jaren zestig
De groep werd in mei 1964 opgericht in Kingston in Jamaica en bestond uit de doorgewinterde studiomuzikanten Tommy McCook, Rolando Alphonso, Johnny Moore, Lester Sterling, Don Drummond, Lloyd Knibb, Lloyd Brevett, Jerry Haynes en Jackie Mittoo. Diverse leden van de band waren afkomstig van de Alpha School For Boys: een katholieke school voor kansarme jongens, waar veel aandacht werd besteed aan muzieklessen.
The Skatalites waren de vaste begeleidingsband voor artiesten die voor het label Studio One opnamen. Ze zijn onder meer te horen op de vroegste opnames van (Bob Marley and) the Wailers en op de platen van Prince Buster, maar brachten ook hun eigen, instrumentale, materiaal uit. Hun versie van het thema uit de film Guns of Navarone was de eerste plaat van een Jamaicaanse groep die in Engeland in de hitlijsten belandde. Het nummer bracht de muziek van Jamaica voor het eerst onder de aandacht van het Europese publiek.
De muzikanten van de Skatalites behoorden stuk voor stuk tot de top van wat Jamaica te bieden had. Zoals wel vaker het geval is bij groepen waarin zoveel talent is verzameld, leidde dit regelmatig tot conflicten tussen de muzikantenego's. Trombonist Don Drummond had daarnaast ernstige psychiatrische problemen. Hij belandde, nadat hij in januari 1965 zijn vriendin Anita Mahfood vermoordde, in een inrichting. De rest van de band viel korte tijd later uiteen. Drummond bleef opgesloten tot hij in 1969 zelfmoord pleegde.
In de periode tussen 1964 en half 1965 nam Vincent "Randy" Chin bij "federal recording studios" enkele van hun grootste hits op voor zijn label, Randy's Records.
In 1998 is het nummer Nimrod als sample onderdeel van de hit Rude Boy Rock van Lionrock.

## Reünie
Nadat de diverse overblijvende leden zich met eigen projecten hadden beziggehouden, gaven de Skatalites in 1983 enkele reünieoptredens, waarvoor door de Engelse ska-revival van die tijd belangstelling was ontstaan. Men kreeg echter alweer snel ruzie en het duurde tot 1986 voor de band definitief werd heropgericht. The Skatalites toeren sindsdien schijnbaar voortdurend over de gehele wereld, zij het met slechts een enkel oorspronkelijk lid.
Anno 2018 treden de Skatalites nog steeds regelmatig op. De band bestaat nog uit het oorspronkelijke lid Lester Sterling (altsaxofoon), aangevuld met een nieuwe generatie muzikanten. Soms geven andere ska- en reggae-pioniers tijdens een Skatalites-concert een gastoptreden. Voorbeelden zijn Desmond Dekker of Lord Tanamo, om The Man With The Big Trombone te zingen: een lied waarvan Tanamo de tekst schreef en waarin de nog steeds niet vergeten Don Drummond wordt geëerd.